# Балканска кртица
Балканска кртица (Talpa stankovici) ендемична је врста кртице, распрострањена у југоисточном делу Европе. Насељава разнолика станишта, од пешчаних плажа до пашњака и ораница.

## Ареал и угроженост
Балканска кртица присутна је у Црној Гори, Македонији и Грчкој (и на континенталном и на острвском делу). Претпоставља се да је присутна и на подручју Албаније и Космета. Бројност популација балканске кртице сматра се великом, а тиме и ова врста последњом бригом у смислу угрожености. Није законски заштићена.

## Филогенија
Балканска кртица се сматрала веома сродном са румунском кртицом на основу морфолошких података. Новија молекуларно-генетичка истраживања указују на то, да је сроднија левантској кртици.